# 益田氏棘紅䲗
益田氏棘紅䲗（学名：Foetorepus masudai），又名老鼠䲗、狗圻，为辐鳍鱼纲海龙鱼目鼠䲗科棘紅䲗屬下的一个种，該物種分佈於西太平洋海域，北至日本本州島，南至中國海南島。體長可達18公分。